# Horama jalapensis
Horama jalapensis là một loài bướm đêm thuộc phân họ Arctiinae, họ Erebidae.